# Абайская степь
Аба́йская степь — межгорная котловина в Центральном Алтае, располагается между Теректинским хребтом (северо-восток степи) и отрогами хребта Холзун (юго-запад). Относится к территории Усть-Коксинского района Республики Алтай. Населённые пункты — Амур, Абай, Юстик.

## Топографические характеристики
- Высота около 1100 м, длина — 25 км, ширина 6—9 км.
- Дренаж — реки Кокса, Абай, Аксас, относящиеся к бассейну Катуни.
- Степь в основном покрыта степной растительностью, в северо-западной и западной части располагается низинное болото. Бо́льшая часть степи распахана.

## Этимология
Названа по реке Абай. Гидроним от алтайского абаай «дядя (брат отца); старший брат жены; почтительное обращение к женщине в алтайском фольклоре; возможно также личное имя Абай.